# Historiemåleri

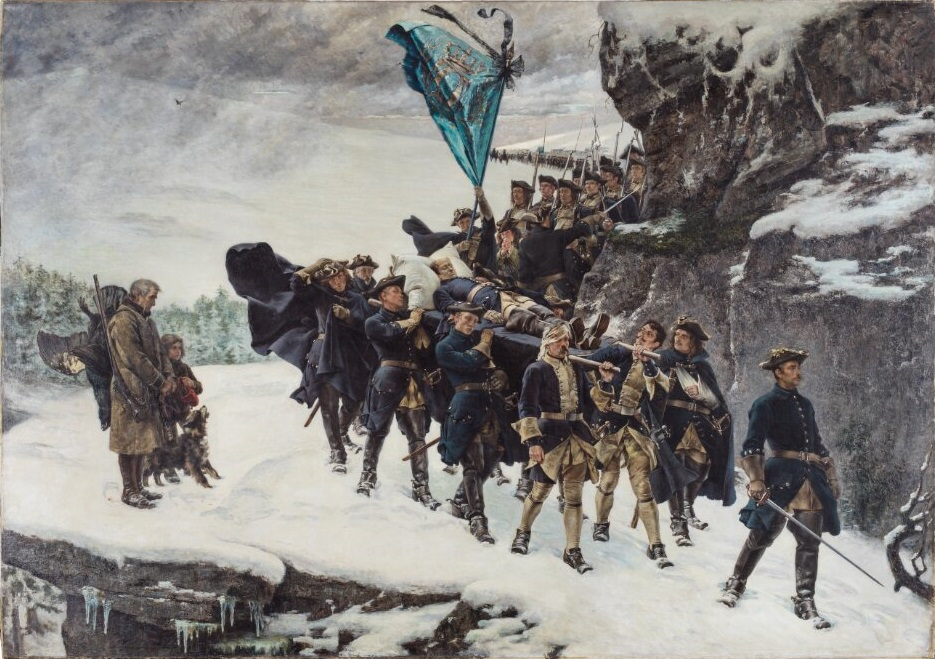
Karl XII:s likfärd (1884), av Gustaf Cederström.

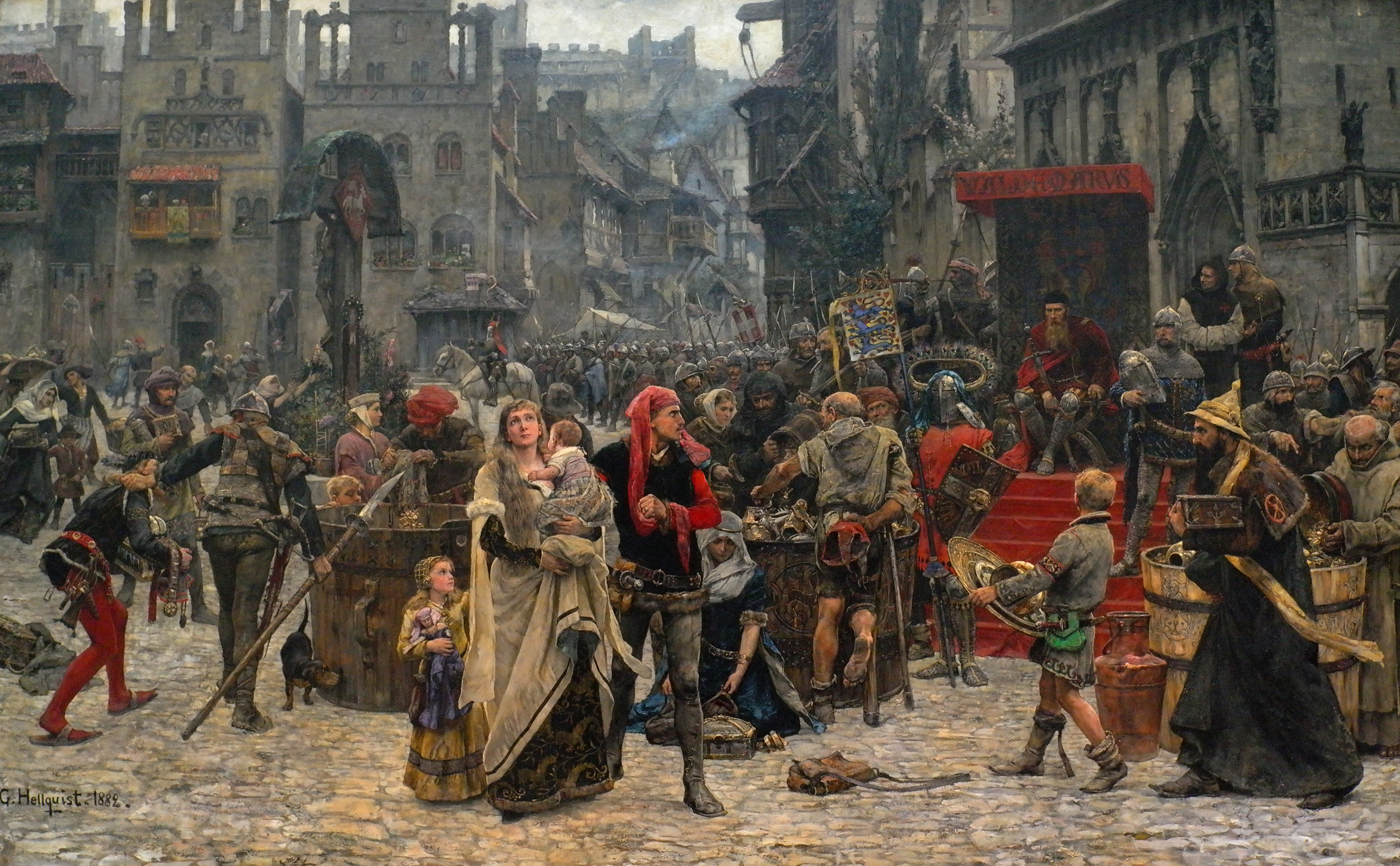
Valdemar Atterdag brandskattar Visby (1882), av Carl Gustaf Hellqvist.

Historiemåleri kallas det slag av figurmåleri som återger historiska situationer och händelser, särskilt om de är av mera betydande och ingripande art. På grund av likheter i ämnenas uppfattning och behandling räknas även framställningar ur gudasagor, mytologier och allegoriska motiv till historiemåleriet. 

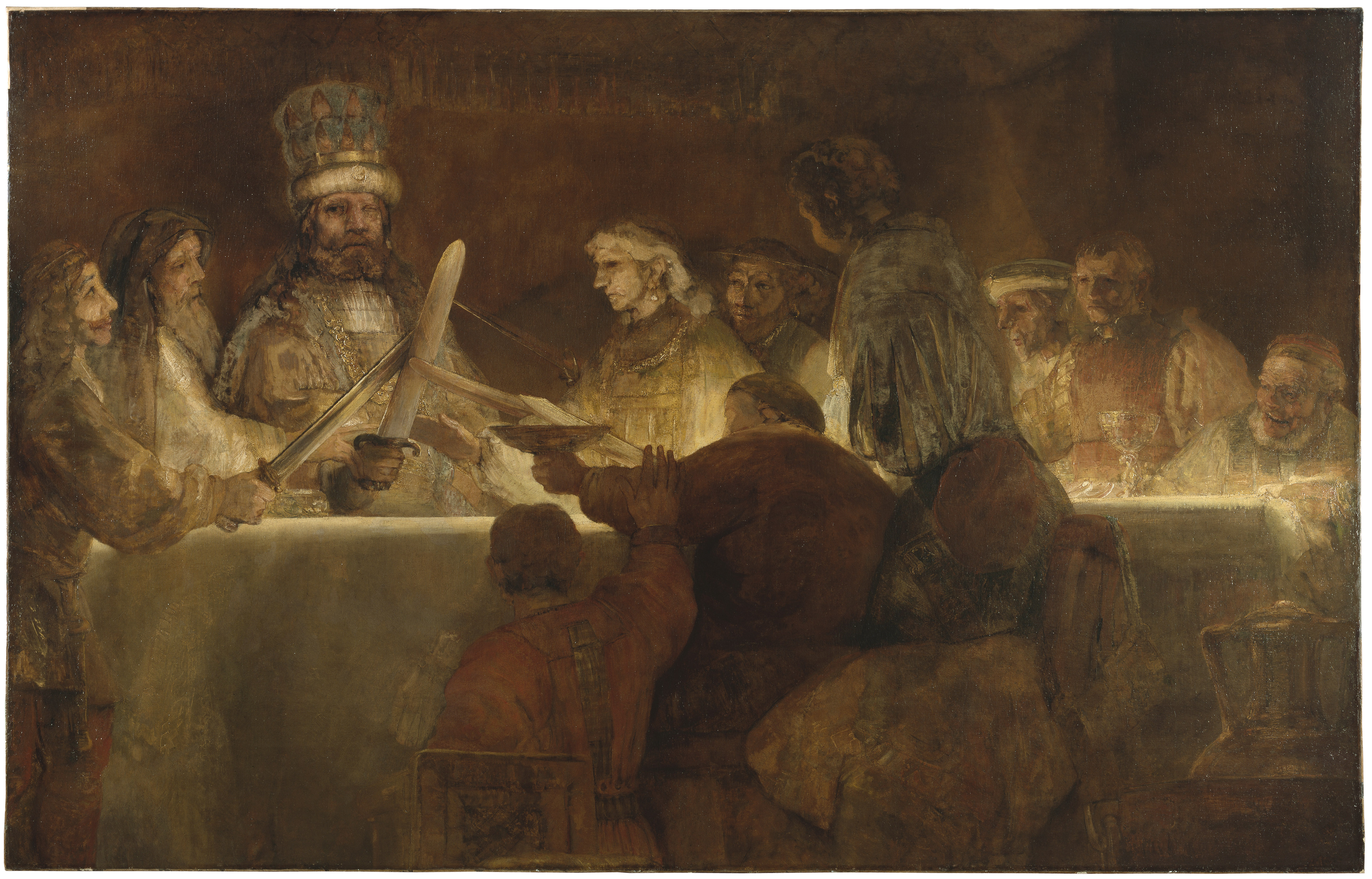
Batavernas trohetsed (1662), av Rembrandt van Rijn.

Sappho and Alcaeus (1881), av Lawrence Alma-Tadema med motiv från den antika grekiska historien.

## Historia
Historiemåleriet betraktades från 1600-talet till 1800-talet som den mest prestigefyllda genren inom målarkonsten. Tidiga exempel på historiemåleri är Paolo Uccellos monumentala skildring av San Romano-slaget och Rembrandts Batavernas trohetsed, som målades för rådhuset i Amsterdam. 
Konstakademierna under 1800-talet uppmuntrade och lärde ut historiemåleri. I Sverige hade Konstakademin årliga tävlingar med olika historiska teman med priser och stipendier. Under denna tid gjordes flera av våra mest kända historiemålningar av konstnärer såsom Gustaf Cederström, Carl Gustaf Hellqvist och Johan Fredrik Höckert.
Under 1800-talets andra hälft strävade en yngre generation konstnärer att övergå till andra former av måleri som genremåleri och landskapsmåleri. Detta ledde till en brytning mellan akademi och konstnärer som krävde en ändring av dess ålderdomliga tänkande. Inom Sverige framlades dessa krav av en grupp kallad Opponenterna. Efter detta förlorade historiemåleriet snabbt sin status och ansågs av de flesta konstnärer vara gammaldags och förlegat. Det har dock skapats flera betydande verk under 1900-talet som kan hänföras till denna kategori. Ett exempel är Pablo Picassos Guernica som skildrar bombningen av den lilla spanska staden Guernica.

## Kända historiemålare (urval)

### Svenska
- Georg von Rosen (1843–1923)
- Carl Gustaf Hellqvist (1851–1890)
- Gustaf Cederström (1845–1933)
- Carl Wahlbom (1820–1858)
- Johan Fredrik Höckert (1826–1864)
- Albert Edelfelt (1854–1905)

### Andra länder
- Jacques-Louis David (1748–1825) Frankrike
- Jean-Louis-Ernest Meissonier (1815–1891) Frankrike
- Lawrence Alma-Tadema (1836–1912) Storbritannien
- Benjamin West (1738–1820) USA